# Réserve naturelle de Botcha
La Réserve naturelle de Botcha (en russe : Ботчинский заповедник Botchinskiy zapovednik) (également Botchinsky) est un zapovednik russe (réserve écologique stricte). C'est la réserve la plus septentrionale habitée par le tigre de l'Amour en voie de disparition. La réserve est située dans la partie nord-est de la chaîne de montagnes Sikhote-Aline ; elle comprend le bassin de la rivière Botchi sur ses pentes orientales. La réserve est située à environ 120 km au sud de la ville portuaire de Sovetskaïa Gavan dans le district de Sovetsko-Gavansky du kraï de Khabarovsk. La réserve a été créée en 1994 et couvre une superficie de 2 673 km² ,.

## Topographie
La réserve Botcha a un terrain de crêtes et d'éperons montagneux, englobant le bassin de la rivière Botcha. Le delta de la Botcha pour les 10 derniers km avant son embouchure, est situé en dehors des limites de la réserve. La réserve a la forme d'un rectangle parallèle à la côte est de la Russie, s'étendant au sud-ouest au nord-est, sur 80 km de long et 50 km de large. La réserve elle-même est séparée du détroit de Tatarie de la mer du Japon par une bande côtière d'environ 10 km de large. De l'autre côté du détroit, à l'est, se trouve l'île de Sakhaline. Le terrain est montagneux dans les parties occidentales de la réserve, descendant les contreforts orientaux du Sikhote-Aline central jusqu'à la mer. La rivière Botcha coule au sud-est et est une rivière de montagne sinueuse avec un fond rocheux.

## Faune et flore
La réserve est principalement boisée, avec de la taïga couverte de sapins et d'épicéas et, là où le sol a été défriché par des incendies de forêt, des forêts de bouleaux et de mélèzes. Le sous-étage des basses terres marécageuses présente du rhododendron et des bleuets. La réserve est connue comme un lieu de flore fossilisée du Tertiaire supérieur (c'est-à-dire avec des empreintes dans la roche) .
La vie animale de la réserve est typique des versants est boisés. Les mammifères caractéristiques sont le wapiti, le chevreuil, le cerf porte-musc, l'ours brun, le lynx, la zibeline et la loutre. Les espèces d'oiseaux rares notées comprennent la grue moine. La rivière Botchi et ses affluents sont d'importantes frayères pour le saumon rose et le saumon kéta et abritent des truites, des ombles et des ombres.

## Écoéducation et accès
En tant que réserve naturelle stricte, la réserve de Botcha est principalement fermée au grand public, bien que les scientifiques et ceux qui ont des objectifs «d'éducation environnementale» puissent prendre des dispositions avec la direction du parc pour des visites. Il y a cependant trois itinéraires «écotouristes» dans la réserve qui sont ouverts au public, mais ceux-ci nécessitent d'obtenir des permis à l'avance et la capacité est très limitée (généralement deux groupes de dix par mois). Le bureau principal est situé à la Grossevichi, à l'embouchure du Botchi, sur la côte .

## Voir également
- Liste des réserves naturelles russes (classe 1a «zapovedniks»)
- Parcs nationaux de Russie
- Zones protégées de la Russie